# پئونیدین
پئونیدین (به انگلیسی: Peonidin) با فرمول شیمیایی C۱۶H۱۳O۶+ یک ترکیب شیمیایی با شناسه پاب‌کم ۴۴۱۷۷۳ است. که جرم مولی آن ۳۰۱٫۲۷ g/mol می‌باشد. 